# 斯坦伍德 (华盛顿州)
斯坦伍德（英文：Stanwood），是美国华盛顿州斯诺霍米什县下属的一座城市。根据 2000年美国人口普查，该市有人口3,923人。根据2010年美国人口普查，该市有人口6,231人。而2011年估计该市有6,311人。